# Llano (Texas)
Pour les articles homonymes, voir Llano.
La ville de Llano (en anglais [ˈlænoʊ]) est le siège du comté de Llano, dans l’État du Texas, aux États-Unis. Elle comptait 3 232 habitants en 2010. 

## Source
- (en) Cet article est partiellement ou en totalité issu de l’article de Wikipédia en anglais intitulé « Llano, Texas » (voir la liste des auteurs).